# Audignicourt
Audignicourt é uma comuna francesa na região administrativa de Altos da França, no departamento de Aisne. Estende-se por uma área de 5,66 km². Em 2010 a comuna tinha 123 habitantes (densidade: 21,7 hab./km²).